# Trương hoàng hậu (Tào Phương)
Trương hoàng hậu (giản thể: 张皇后; phồn thể: 張皇后; ? – ?), không rõ tên thật, là hoàng hậu của Ngụy Phế đế Tào Phương, vị vua thứ ba nhà Tào Ngụy thời Tam Quốc trong lịch sử Trung Quốc.

## Tiểu sử
Trương hoàng hậu là con gái của Thái úy Trương Tập, cháu gái của Thứ sử Lương Châu Trương Ký. Năm 251, Chân hoàng hậu chết, Tào Phương định lập Vương quý nhân làm hoàng hậu, nhưng bị Quách thái hậu phản đối. Cuối cùng, Tào Phương phải lập con gái Trương Tập làm hoàng hậu.
Tháng 3 (ÂL) năm 254, thái úy Trương Tập cùng Lý Phong, Hạ Hầu Huyền mưu diệt trừ Tư Mã Sư. Cả ba người đều bị diệt tộc. Trương hoàng hậu cũng bị phế truất, không rõ kết cục ra sao. Tháng 4 (ÂL), Tào Phương lập Vương quý nhân làm hoàng hậu.

## Trong văn hóa
Trong tiểu thuyết Tam quốc diễn nghĩa, Trương hoàng hậu xuất hiện ở hồi 110. Tư Mã Sư sau khi tru di cả nhà Lý Phong, Trương Tập, Hạ Hầu Huyền mật mưu thất bại, cùng vệ sĩ xông vào cung, mặc kệ Tào Phương van nài, cho người thắt cổ Trương hậu. Hình ảnh được liên hệ tới sự kiện Tào Tháo giết hại Đổng quý nhân của Hán Hiến đế.